# Алиев, Бахтияр Гамза оглы
Бахтияр Хамза оглы Алиев (азерб. Əliyev Bəxtiyar Həmzə oğlu; род. 20 марта 1961 года, город Агдам, Агдамский район, Азербайджанская ССР) — государственный и политический деятель. Депутат Милли меджлиса Азербайджанской Республики II, III, IV, V, VI, VII созывов, председатель комитета по науке и образованию Милли меджлиса. Доктор наук, профессор психологии. Член-корреспондент НАНА.

## Биография
Родился Бахтияр Алиев 20 марта 1961 году в городе Агдаме, ныне административный центр Агдамского района Республики Азербайджан. В 1978 году поступил на обучение в Московский государственный университет имени Ломоносова на факультет психологии. После окончания, в 1983 году, начал трудовую деятельность на кафедре психологии и педагогики Азербайджанского государственного университета. В 1989 году защитил кандидатскую диссертацию по философии на тему «Межнациональное общение как объект социально-психологического анализа», а в 1998 году получил учёную степень доктора психологических наук, защитив докторскую диссертацию по психологии «Проблемы судебно-психологической экспертизы в Уголовном и гражданском процессе». С 2000 года — профессор психологии. Один из первых ученых-исследователей, разработавших общую теорию судебно-психологической экспертизы в бывшем СССР. Полученные результаты используются в юридической практике при индивидуализации и объективном исследовании наказания.
Также Бахтияр Алиев создал новую концептуальную модель формирования и развития личности с новой теорией взгляда на личность, выдвинул модель познания обучения с целью повышения эффективности усвоения в процессе обучения. Эта модель обсуждалась на международной конференции в Турции и прошла апробацию.
Является автором многочисленных статей, посвященных актуальным вопросам политической психологии на международном уровне. С 1997 года по настоящее время возглавляет кафедру психологии Бакинского государственного университета. В 2007 году избран членом-корреспондентом НАНА. С 2000 года по 2016 год являлся председателем Диссертационного совета по психологии. Является членом Президиума ВАК при Призеденте Азербайджанской Республики. За научную деятельность в 1999 году был избран действительным членом Международной кадровой академии. Впервые в Азербайджане, создав в Бакинском государственном университете научно-исследовательскую лабораторию «Экспериментальная психология», руководит научными исследованиями в области когнитивных процессов, психологии личности.
По его инициативе и под его руководством в 2018 году создан первый Научно Исследовательский Институт Психологии.
Под его руководством защищено 36 кандидатских, 6 докторских диссертаций.
Автор 268 научных работ, в том числе 6 монографий, 15 учебников и учебных пособий, 29 программных и методических рекомендаций, 150 научных статей и тезисов, 55 научных работ издано в зарубежных странах.
Впервые в Азербайджане в 1999 году основал «Журнал психологии» и с этого же периода по настоящее время является его главным редактором.
Избирался депутатом Милли меджлиса Азербайджанской Республики II (2000—2005 годы), III (2005—2010 годы), IV (2010—2015), V созывов (2015—2020).
На выборах в Национальное собрание Азербайджана VI созыва, которые прошли в 9 февраля 2020 года, баллотировался по Агдамскому городскому избирательному округу № 118. По итогам выборов одержал победу и получил мандат депутата Милли меджлиса Азербайджанской Республики. С 10 марта 2020 года приступил к депутатским обязанностям. Является председателем комитета по науке и образованию Милли меджлиса.
В 2024 году на парламентских выборах в Азербайджане, которые состоялись 1 сентября, одержал победу в Агдамском избирательном округе №119. Официально избран депутатом Милли Меджлиса Азербайджана седьмого созыва, первое заседание которого состоялось 23 сентября 2024 года.

## Монографии
- «Актуальные проблемы юридической психологии»;
- «Проблемы судебно-психологической экспертизы в уголовном и гражданском процессе»;
- «Психологические вопросы изучения преступления»;
- «Общая теория судебно-психологической экспертизы»;
- «Социальная психология»;
- «Юридическая психология».

## Награды
- Орден «Слава» (25 ноября 2019 года) — по случаю 100-летия Бакинского государственного университета и за заслуги в развитии образования и науки в Азербайджане[6].
- Медаль «За укрепление парламентского сотрудничества» (16 апреля 2015 года, Межпарламентская ассамблея СНГ) — за особый вклад в развитие парламентаризма, укрепление демократии, обеспечение прав и свобод граждан в государствах — участниках Содружества Независимых Государств[7].
- Медаль «МПА СНГ. 25 лет» (27 марта 2017 года, Межпарламентская ассамблея СНГ) — за заслуги в деле развития и укрепления парламентаризма, за вклад в развитие и совершенствование правовых основ функционирования Содружества Независимых Государств, укрепление международных связей и межпарламентского сотрудничества[8].
- Почётная грамота Совета МПА СНГ (24 ноября 2016 года, Межпарламентская ассамблея СНГ) — за активное участие в деятельности Межпарламентской Ассамблеи и её органов, вклад в укрепление дружбы между народами государств — участников Содружества Независимых Государств[9].